# چوکاکو
چوکاکو (به مجاری:  Csókakő) یک شهرداری در مجارستان است که در ناحیه مور واقع شده‌است. چوکاکو ۱۰٫۹۲ کیلومتر مربع مساحت و ۱٬۰۷۲ نفر جمعیت دارد.